# Maison, 10 place Sainte-Anne (Rennes)
La maison située 10 place Sainte-Anne est un édifice de la commune de Rennes, dans le département d’Ille-et-Vilaine en région Bretagne.

## Localisation
Elle se trouve au centre du département et dans le centre-ville historique de Rennes, au numéro 10 de la place Sainte-Anne.

## Historique
La maison date de 1586.
Elle est inscrite au titre des monuments historiques depuis le 9 octobre 1962.

## Architecture
C'est un petit hôtel particulier à pan de bois comportant 4 étages.

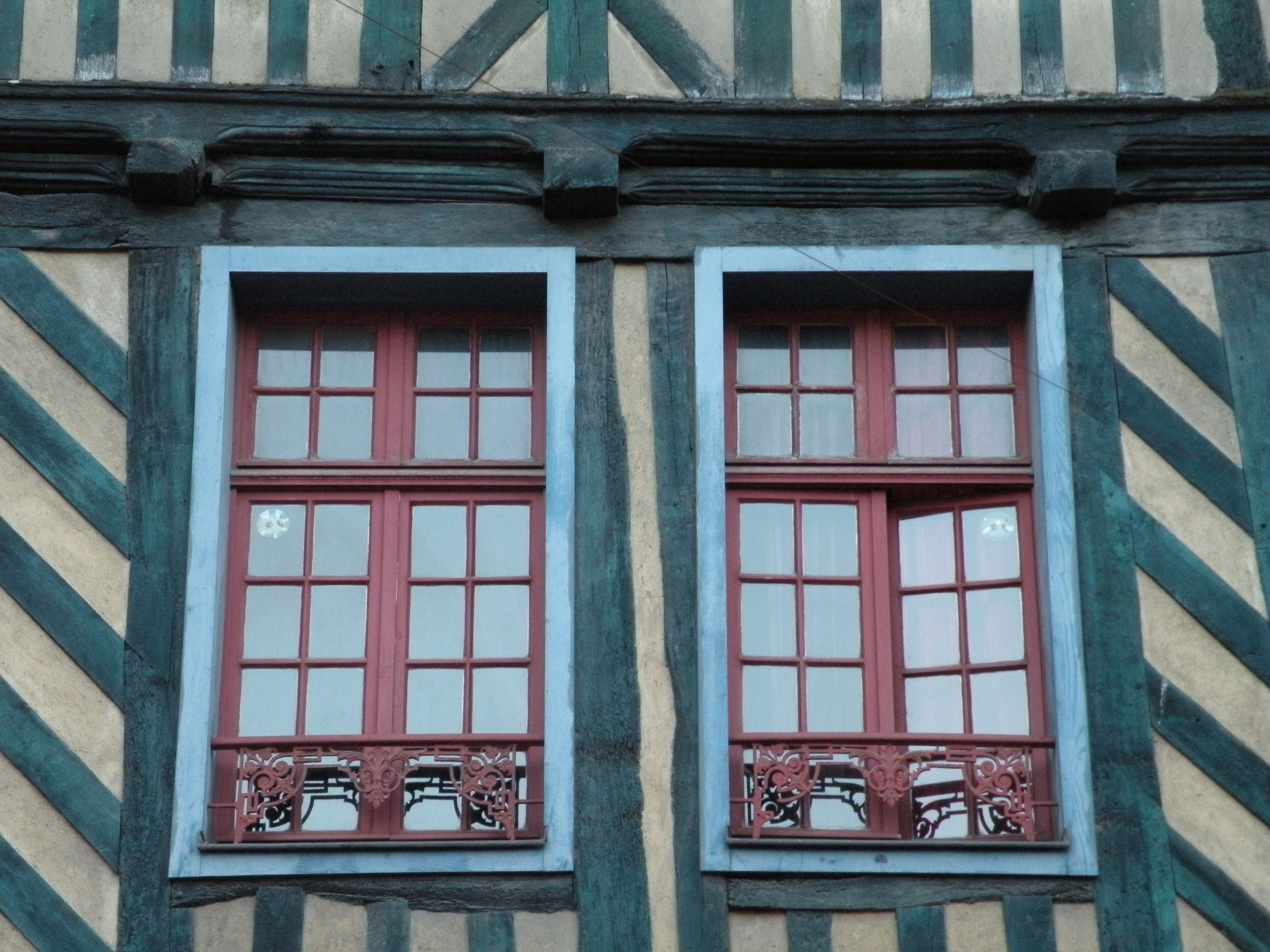
Fenêtres.